# Hombre de Cherchen

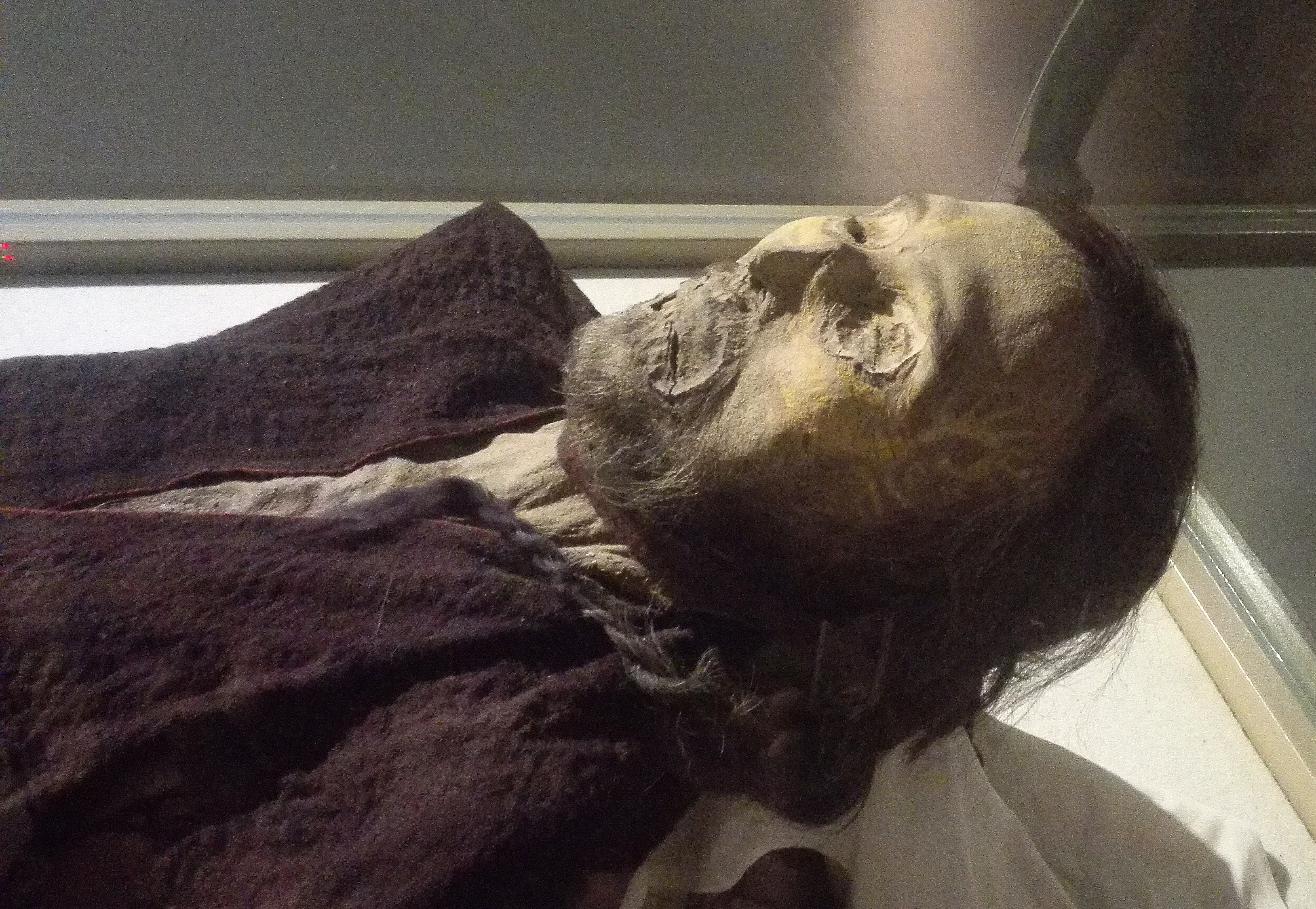
Primer plano del hombre de Cherchen en el Museo Regional de Sinkiang.

Sinkiang (lugar del hallazgo, en la región autónoma Uigur, en China).

El hombre de Cherchen es el nombre que se le dio al cuerpo momificado de un hombre de rasgos caucásicos hallado en China por un equipo de arqueólogos, en septiembre de 1985, en el remoto desierto de Taklamakán, concretamente en la tumba 2, en las proximidades del lago salado de Lop Nor, en la cuenca del Tarim, perteneciente a la Región Autónoma Uigur de Sinkiang.
Fue datado en el 1000 a. C.
Forma parte de las 113 de momias del Tarim, encontradas en dicha cuenca del Tarim.

## Historia y simbología
La momia data del año 1000 a. C. 
Junto al hombre de Cherchen se encontraron dos mujeres y otro hombre y en una tumba anexa un bebé, junto a este último se encontraba el que se considera el biberón conservado más antiguo del mundo confeccionado con una ubre desecada de oveja, y también varios objetos de cobre, que acreditarían que este pueblo fue el que introdujo en China este material. La salinidad del terreno propició su conservación natural.
Al igual que los otros cuerpos encontrados momificados de la zona la tumba estaba hecha de ladrillos de adobe recubierta con juncos y maleza. Bajo el hombre de Cherchen y una de las mujeres, colocada junto a él de modo que los cuerpos formaban un ángulo recto, se colocaron esteras de ramas, lo que los protegió de la humedad de la tumba y contribuyó a su preservación. De la otra pareja cerca solo sobrevivieron los esqueletos. Las piernas flexionadas del hombre y la mujer momificados sugiere que originalmente les fueron puestos soportes de madera bajo las rodillas, lo que también contribuyó a la ralentización de la descomposición al aumentar la circulación del aire. También originalmente hubo almohadas bajo las cabezas. Una tira atada a modo de barboquejo mantenía cerrada la mandíbula en ambas momias. Sus ropas eran de lana color burdeos. El hombre viste una túnica, calzones con un patrón a cuadros rojos, amarillos y azules y botas hasta la rodilla de cuero de vaca. En el dedo anular de la mano izquierda tenía atado un fragmento de fusta de cuero para azuzar ganado. Tenía el cabello castaño con mechones grises, adornado con dos trenzas. En sus mejillas y sienes le fueron pintadas con ocre espirales amarillas y moradas. El bebé, de menos de tres meses, estaba envuelto en una manta de la misma lana burdeos atada con cintas de lana rojas y llevaba un gorrito azul.

## Investigaciones y resonancia pública
Este descubrimiento, propició que por parte de la Sociedad National Geographic se realizará un documental titulado Las misteriosas momias chinas, para profundizar en la investigación y análisis de ADN de los restos, con un permiso de las autoridades chinas en 2007, en el que consiguieron demostrar contrariamente a lo que se creía hasta la fecha, que desde el 1700 a. C. hasta el 300 a. C. la cuenca del Tarim había estado habitada.

Sólo hay un puñado de descubrimientos de esta naturaleza en cada siglo. Este es realmente extraordinario, dado el lugar donde fueron encontradas las momias y lo que hasta ahora creíamos que sabíamos sobre la historia de China. ¿Cómo llegaron estos occidentales al lejano Oriente hace más de dos mil años? Esta es la pregunta que debemos responder.
Spencer Wells, genetista y colaborador de la National Geographic

Aunque era árido, el medio ambiente era mucho más favorable, había más cursos de agua, más árboles y se podía sostener cierta agricultura y ganadería en lugares hoy absolutamente desérticos e inhabitables.
Wang Binghua (arqueólogo chino), acerca de la presencia y costumbres de las momias del Tarim

## Connotaciones políticas
Durante bastantes años después del hallazgo de ésta y otras momias, las autoridades chinas en esos momentos enfrentadas con la Unión Soviética, silenciaron este descubrimiento al no interesarles hacer público que en su territorio se habían encontrado momias de origen europeo, muchos rubios y de gran altura y que podían causarle problemas de reclamaciones territoriales, como por ejemplo la de los independentistas uigures.

## Características físicas
- Sexo: varón
- Altura: 1,80 metros
- Edad: 50 años aproximadamente.
- Cabello: castaño claro

## Conservación
Su estado de conservación es óptimo y conserva magníficamente sus ropajes, curiosamente de lana (hecho que certificaría que se dedicaban al pastoreo pese a ser una zona semidesértica), todo ello gracias a la salinidad del terreno donde fue enterrado, que dificultó su deterioro impidiendo a las bacterias y la humedad actuar en su descomposición.
La momia reposa actualmente en el Museo Regional de Sinkiang en la ciudad de Urumchi.